# العلاقات التشيلية التونسية
العلاقات التشيلية التونسية هي العلاقات الثنائية التي تجمع بين تشيلي وتونس.

## مقارنة بين البلدين
هذه مقارنة عامة ومرجعية للدولتين:
| وجه المقارنة                                              | تشيلي                         | تونس                                       |
| --------------------------------------------------------- | ----------------------------- | ------------------------------------------ |
| المساحة (كم2)                                             | 756.10 ألف                    | 163.61 ألف                                 |
| عدد السكان (نسمة)                                         | 17.37 مليون                   | 11.53 مليون                                |
| الكثافة السكانية (ن./كم²)                                 | 22.97                         | 70.47                                      |
| العاصمة                                                   | سانتياغو                      | تونس                                       |
| اللغة الرسمية                                             | اللغة الإسبانية               | اللغة العربية                              |
| العملة                                                    | بيزو تشيلي، وحدة حساب تشيلية ‏ | دينار تونسي                                |
| الناتج المحلي الإجمالي (بليون دولار)                      | 277.08 مليار                  | 40.26 مليار                                |
| الناتج المحلي الإجمالي (تعادل القوة الشرائية) بليون دولار | 419.39 مليار                  | 129.05 مليار                               |
| الناتج المحلي الإجمالي الاسمي للفرد دولار أمريكي          | 13.42 ألف                     | 3.87 ألف                                   |
| الناتج المحلي الإجمالي للفرد دولار أمريكي                 | 22.07 ألف                     | 11.44 ألف                                  |
| مؤشر التنمية البشرية                                      | 0.832                         | 0.721                                      |
| رمز المكالمات الدولي                                      | +56                           | +216                                       |
| رمز الإنترنت                                              | .cl                           | .tn                                        |
| المنطقة الزمنية                                           | 00، 00، 00، 00                | ت ع م+01:00، توقيت وسط أوروبا، ت ع م+02:00 |

## مدن متوأمة
في ما يلي قائمة باتفاقيات التوأمة بين مدن تشيلية وتونسية:
- ترتبط سانتياغو مع تونس باتفاقية توأمة.

## منظمات دولية مشتركة
يشترك البلدان في عضوية مجموعة من المنظمات الدولية، منها:
| علم المنظمة | اسم المنظمة                               | تاريخ انضمام تشيلي | تاريخ انضمام تونس |
| ----------- | ----------------------------------------- | ------------------ | ----------------- |
|             | يونسكو                                    | 7 يوليو 1953       | 8 نوفمبر 1956     |
|             | الفريق المعني برصد الأرض                  | ?                  | ?                 |
|             | مؤسسة التمويل الدولية                     | 15 أبريل 1957      | 25 يوليو 1962     |
|             | المركز الدولي لتسوية المنازعات الاستشارية | 24 أكتوبر 1991     | 14 أكتوبر 1966    |
|             | منظمة حظر الأسلحة الكيميائية              | ?                  | ?                 |
|             | مؤسسة التنمية الدولية                     | 30 ديسمبر 1960     | 30 ديسمبر 1960    |
|             | منظمة التجارة العالمية                    | ?                  | ?                 |
|             | وكالة ضمان الاستثمار متعدد الأطراف        | 12 أبريل 1988      | 7 يونيو 1988      |
|             | الاتحاد البريدي العالمي                   | ?                  | ?                 |
|             | الاتحاد الدولي للاتصالات                  | 1908               | 14 ديسمبر 1956    |
|             | منظمة الشرطة الجنائية الدولية             | ?                  | ?                 |
|             | الأمم المتحدة                             | 24 أكتوبر 1945     | 12 نوفمبر 1956    |
|             | البنك الدولي للإنشاء والتعمير             | 31 ديسمبر 1945     | 14 أبريل 1958     |
|             | المنظمة الهيدروغرافية الدولية             | ?                  | ?                 |

## وصلات خارجية
- موقع وزارة الخارجية التشيلية
- موقع وزارة الخارجية التونسية